# Stephan Kern

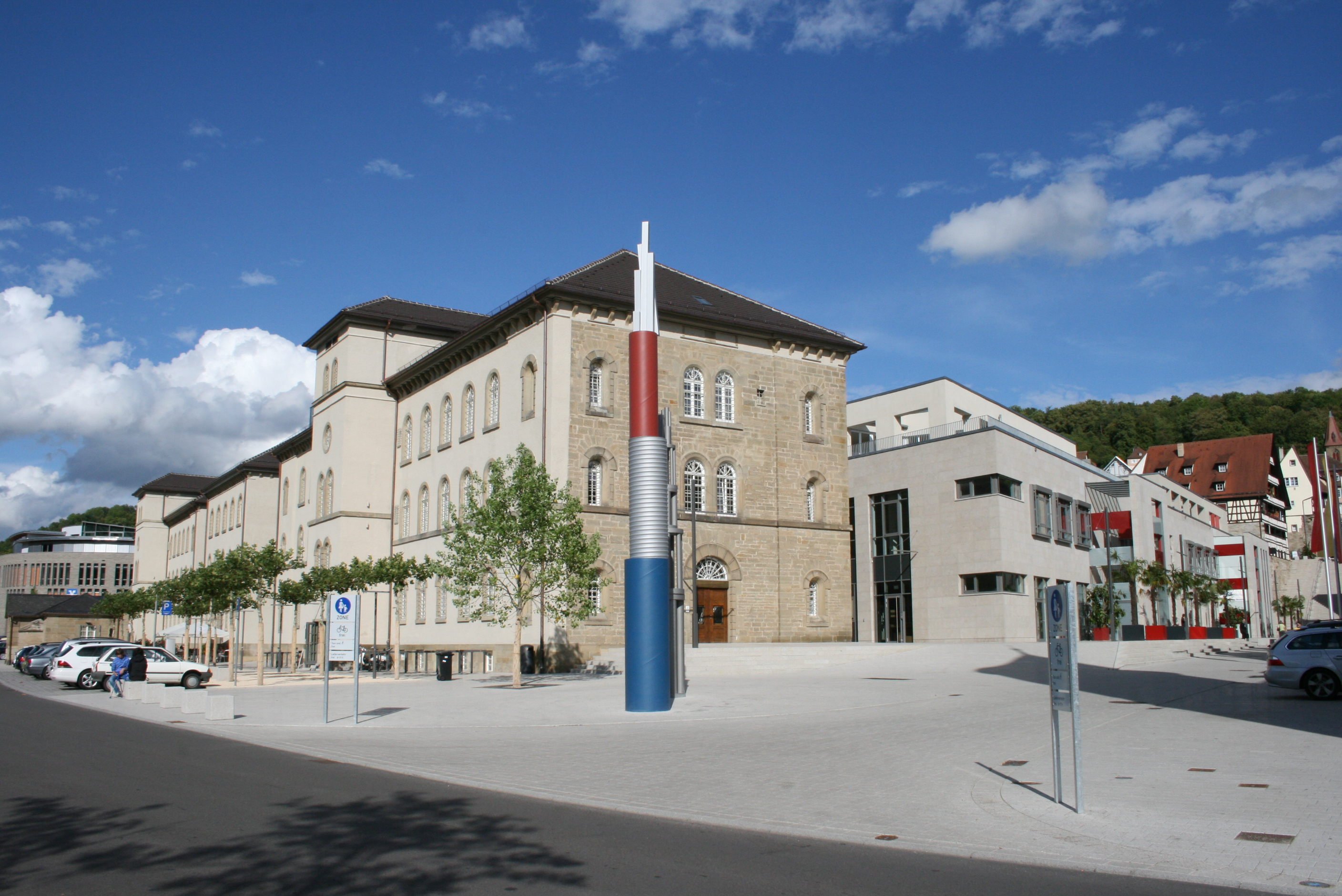
„Die drei Türme“ (2003) in Schwäbisch Hall

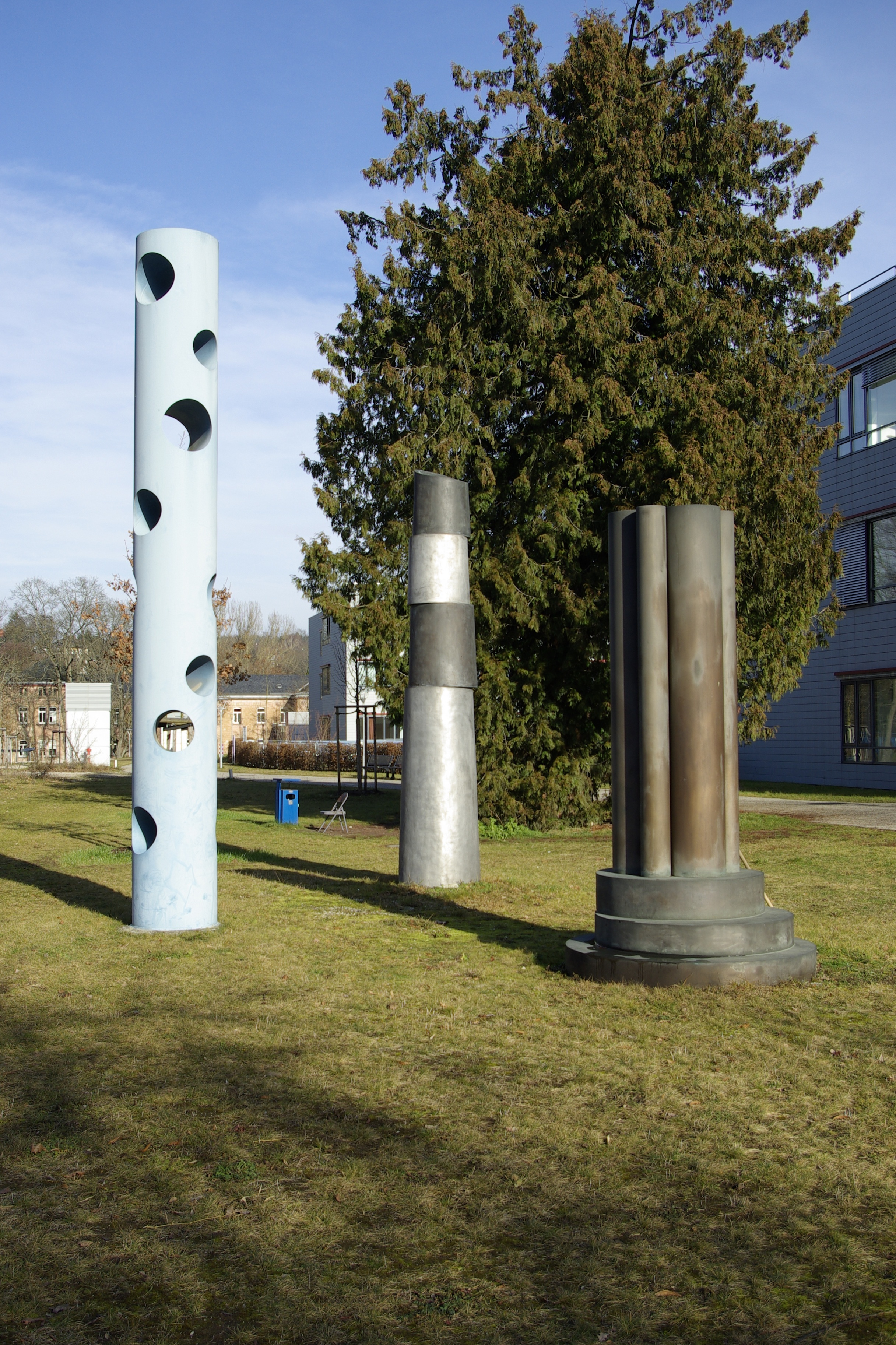
„Drei Säulen“ (2001) in Erlangen

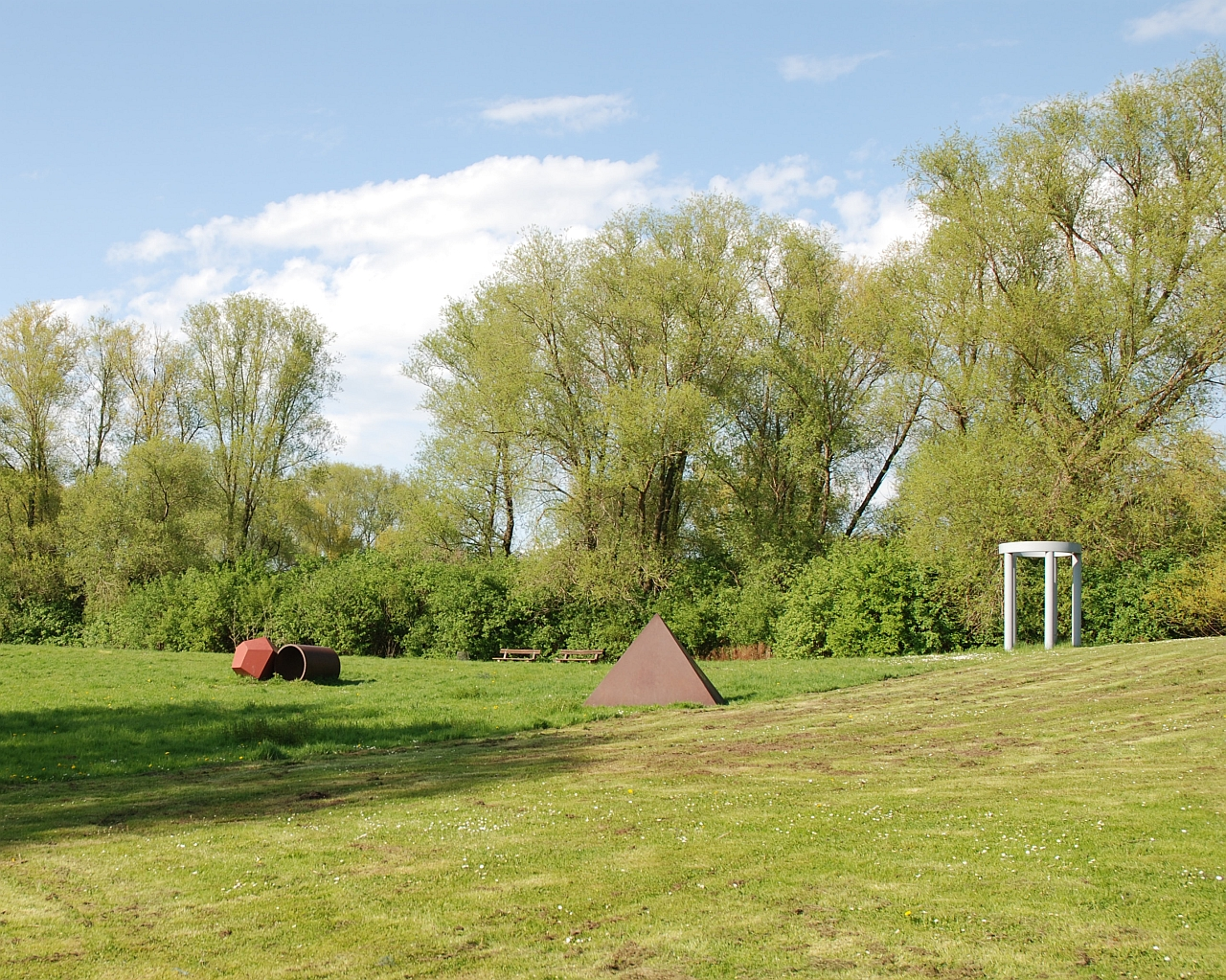
Skulpturen-Installation (1988) auf der Insel im Salzgittersee, Salzgitter

Stephan Kern (* 1955 in Ludwigshafen am Rhein) ist ein deutscher bildender Künstler. 

## Leben und Werk
Kern studierte von 1978 bis 1982 an der Akademie der Bildenden Künste München.
Kern arbeitet oft mit Materialien aus industriellem Kontext, die fragmenthaft oder verfremdet in Erscheinung treten. »Eigenständig dinghafte Wesen, deren Formen dennoch immer die Spur einer Erinnerung an das bergen, was sie einmal gewesen sein könnten, ohne dass sich der gesamte Sinnzusammenhang noch erschließt. (…) Kerns Werke sind (…) Kondensierungen von Begriffen und Bildern, die wir uns von der Wirklichkeit machen.« 
Seine autonomen Konstruktionen aus abstrakten Formen fordern zum Assoziieren und Umdeuten auf. 
So fassbar und handfest sich Kerns Objekte aus Bronze, Eisen, Messing oder Aluminium dabei in ihrer materiellen Erscheinung dem Auge des Betrachters präsentieren, so fremd und seltsam entrückt bleiben sie dennoch.
In Kerns Konstellationen – mehrteilige Ensembles – verstärkt sich diese Wahrnehmung noch insofern, als sich der Betrachter keinem einzelnen Objekt widmen kann, ohne Kontrast und Ähnlichkeit in Material, Form oder Oberflächenbearbeitung zu den jeweils anderen Objekten mitzudenken: für seine Ausstellung in der Rathausgalerie München 2010 etwa hatte Kern hierzu eine größere Anzahl von Objekten – auf den ersten Blick wahllos – im Raum, meist unmittelbar auf dem Boden, ausgebreitet. Wie schon im einzelnen Objekt – etwa Stahlgussringen, die wie an einem Schlüsselbund an einem weiteren Ring hängen, oder Türmen, deren Ebenen gegeneinander versetzt sind – gründet Kerns Kosmos auf Rigidität im Kleinen und Variabilität im Großen.
Stephan Kern war Mitglied im Deutschen Künstlerbund. Er lebt und arbeitet in München und auf einem Hof im Rottal.

## Preise
- 1983: Förderpreis des Freistaates Bayern
- 1987: Förderpreis für Bildende Kunst der Landeshauptstadt München
- 1991–1992: Stipendium der Villa Massimo, Rom
- 2001: Robert-Jacobsen-Preis der Stiftung Würth
- 2007: Kunstpreis der VR-Bank Aalen[3]

## Einzelausstellungen
Zu den mit «K» gekennzeichneten Ausstellungen erschien ein Katalog.
- 1981: Kunstforum, Städtische Galerie im Lenbachhaus, MünchenK
- 1983: Künstlerhaus Hamburg
- 1984: Forum Kunst, Rottweil; Institut für moderne Kunst, NürnbergK
- 1985: Künstlerwerkstatt Lothringer Straße, München
- 1988: Kunstverein Bremerhaven
- 1991: Ulmer Museum, UlmK; Kunstverein Lingen, LingenK
- 1993: Haus am Wasser, Bremen/Vegesack
- 1994: Kunsthalle BremerhavenK
- 2001: Laboratorium Aktionsforum Praterinsel, München
- 2002: Kunsthalle Würth, Künzelsau
- 2004: Schauraum K3, KunstNoll, Wien
- 2005:  Kunstverein EislingenK[4]
- 2007: Rathausgalerie Aalen
- 2009: Galerie Wittenbrink, MünchenK
- 2010: Städtische Galerie im Cordonhaus, Cham[5]; Rathausgalerie MünchenK

Darüber hinaus hatte Kern seit 1981 Ausstellungen in der Galerie Wittenbrink.

## Werke im öffentlichen Raum
Von Stephan Kern gibt es Arbeiten im öffentlichen Raum, darunter:
- 1988: Sechsteilige Installation auf der Insel im Salzgittersee, Salzgitter[6]
- Wandobjekte, Kulturzentrum am Gasteig, München[7]
- 1990: Ohne Titel. Wandobjekte, Technische Universität München[8]
- 1999: Ohne Titel. Achtteilige Skulpturengruppe, Grundschule mit Tagesheim, An der Schäferwiese 5, München[9]
- 2001: Drei Säulen. Katholischer Kirchenplatz, Erlangen[10]
- 2003: Die drei Türme. Anlässlich der Kunstausstellung »impark« 2003 im Olympiapark München, aufgestellt;[11] seit 2011: Kocher-Quartier, Schwäbisch Hall (Sammlung Würth)

## Werke in Sammlungen
- Lenbachhaus, München
- Neues Kunstmuseum Nürnberg
- Stiftung Schloss Friedenstein, Gotha
- Schloss Moritzburg, Moritzburg
- Kunstmuseum Bremerhaven